# Tupolev ANT-20
Tupolev ANT-20 Maxim Gorkij byl sovětský obří dopravní letoun, „div techniky“, postavený z výtěžku celonárodní sbírky, který měl reprezentovat úspěchy Sovětského svazu. Prototyp byl pojmenován po světoznámém rusko-sovětském literátovi, Maximu Gorkém, v té době velmi oslavovanému, snad i proto, že se po letech života na Západě vrátil zpět do SSSR.
Spolu s Kalininem K-7 patří ke konstrukčním pokusům o vytvoření gigantického letounu v 30. letech v SSSR.

## Historie

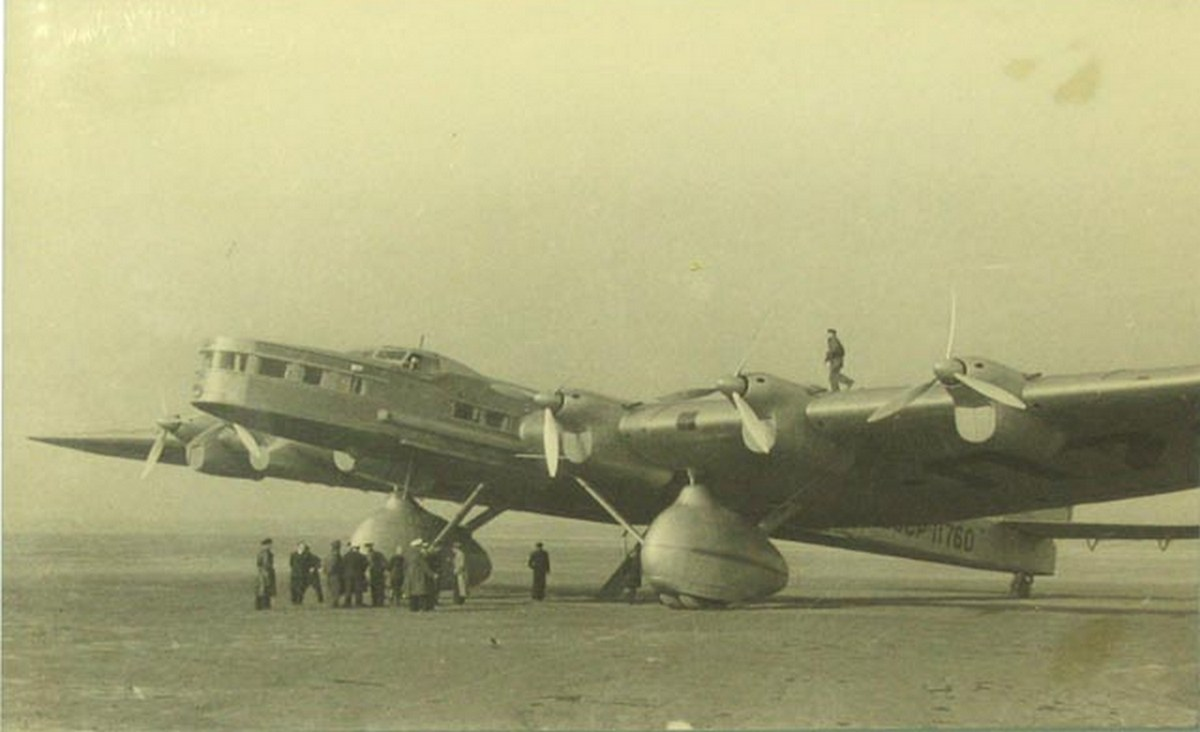
Sériový ANT-20bis Aeroflotu

### Prototyp
První prototypová osmimotorová verze, vycházející ze stroje Tupolev ANT-4, vzlétla 17. června 1934. Za řídící pákou seděl osvědčený Tupolevův zalétávač M. M. Gromov. Stroj sloužil zejména k propagandistickým účelům, proto byly na palubě stroje, který létal nad celým Sovětským svazem, jídelna, filmová laboratoř, lékárna, tiskařský lis, reproduktorová soustava i prádelna.
Po necelém roce provozu, 18. května 1935 však byl tento letoun zničen při jednom z agitačních letů, na kterém byl doprovázen stíhačkou I-5, dvoumístným R-5 a dalším Tupolevovým obřím letounem ANT-14. Pilot I-5 N. P. Blagin hrubě porušil letovou kázeň, když se pokusil se svým strojem předvést ve výšce 700 m salto kolem křídla Maxima Gorkého. Po nárazu do křídla došlo k porušení konstrukce ANT-20 a letoun dopadl nedaleko moskevského letiště. Zahynula jedenáctičlenná osádka včetně pilota I. S. Žurova a druhého pilota I. V. Michejeva i 36 vybraných pracovníků a úderníků z aerodynamického institutu CAGI, včetně několika rodinných příslušníků.

### Sériový stroj
Po této havárii byl postaven první „sériový“, tentokrát šestimotorový stroj typu ANT-20bis, který poprvé vzlétl 15. května 1939 opět s pilotem Gromovem. Nesl označení PS-124 (пассажирский самолет завода №124) a po vykonání zkoušek byl přidělen k Aeroflotu s imatrikulací CCCP L-760, kde do konce roku 1940 létal na trase Moskva - Miněralnyje Vody. Pro tento účel byl interiér upraven pro 64 cestujících, z nichž někteří seděli v křídlových kabinách. Následující rok se stroj stal součástí letky zvláštního určení moskevského letiště a pak po přestavbě zajišťoval v roce 1942 přepravu osob i nákladů v barvách uzbecké civilní flotily na tratích ve Střední Asii.
Letoun byl zničen po nalétání 272 hodin při nehodě, která se odehrála 14. prosince 1942 asi 90 km od Taškentu. Příčinou byla chyba pilota. Místo kapitána Govjaze seděl v křesle pilot, který nebyl členem osádky a letěl jako cestující. Ten zřejmě nedopatřením sepnul spínač pohonu horizontálního stabilizátoru, což mělo za následek, že letoun přestal být výškově řiditelný a přešel do stále strmějšího klesání, až narazil do země. Všichni lidé na palubě zahynuli.
Protože v té době už v SSSR existovaly modernější stroje, k další výrobě plánovaných ANT-20 už nedošlo, stejně jako na stavbu ještě větších ANT-26/ANT-28 s rozpětím 95 m a vzletovou hmotností 76 t.

## Specifikace

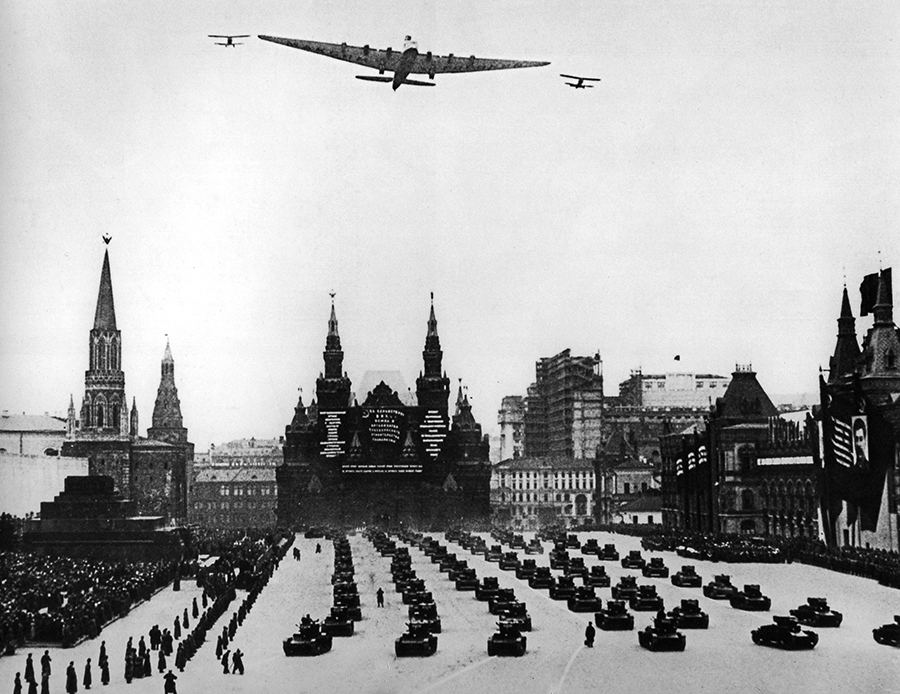
Nad Rudým náměstím v doprovodu stíhačů

### Technické údaje
- Osádka:
- Kapacita: 75 cestujících
- Rozpětí: 63,00 m
- Délka: 35,46 m
- Výška: 10,25 m
- Nosná plocha: 486 m²
- Vzletová hmotnost: 44 000 kg
- Pohonná jednotka:
  - 8 × kapalinou chlazený dvanáctiválec do V Mikulin M-34FRN o výkonu 900 k (1. stroj)
  - 6 × Mikulin M-34FRNV o výkonu 1000 k (2. stroj), při přestavbě vyměněny za AM-35 o výkonu 882 kW

### Výkony
- Maximální rychlost: 275 km/h
- Cestovní rychlost: 225 km/h
- Dostup: 4 500 metrů
- Dolet: 900 km